# Fernanda Bramanti-Nieuwenkamp
Fernanda (Fernande, Ferry) Bramanti-Nieuwenkamp (Nijmegen, 30 juni 1909 – Florence, 30 december 1989) was vertaalster Nederlands-Italiaans en directeur van het Nederlands Interuniversitair Kunsthistorisch Instituut te Florence. Ze bewoonde de bekende villa Riposo dei Vescovi in San Domenico.

## Afkomst
Fernande Nieuwenkamp was een dochter van kunstenaar, verzamelaar en wereldreiziger Wijnand Otto Jan Nieuwenkamp en Anna Wilbrink.  Het familiefortuin was afkomstig van Anna’s vader Gerrit Jan Wilbrink, een welgestelde notaris in Lunteren. Wijnand en Anna kregen drie dochters (Marianne, Maria, Fernande) en een zoon (Willem). Fernande werd geboren aan boord van het schip De Zwerver. Werk dat Wijnand maakte voor Fernande is te zien in het Rijksmuseum.

## Italië
In 1921 vestigden Wijnand Nieuwenkamp en Anna Wilbrink  zich met Maria en Fernande in Rome, waar Wijnand een atelier betrok in de Via del Tritone 102. Vijf jaar later kochten ze van een Duitse collega een grote villa, Riposo dei Vescovi, in het dorp San Domenico bij Fiesole, iets ten oosten van Florence. Over deze villa, waarin onder meer veel kunstwerken uit Nederlands-Indië werden getoond, schreef Wijnand Nieuwenkamp het boek Een Florentijnsche villa (1936). De villa staat ter plaatse nog steeds bekend als de 'Villa Nieuwenkamp'.
Fernande voltooide het gymnasium in Nederland en begon in 1930 een studie Romaanse talen aan de Universiteit van Amsterdam. Na die te hebben afgerond keerde ze terug naar Italië.
Op 1 juni 1937 trouwde Fernande met de twaalf jaar oudere schilder en graficus Bruno Bramanti (1897-1957) en ging verder door het leven als Fernanda. Zij kregen vier kinderen.
Tijdens de oorlog moest de familie Nieuwenkamp hun grote villa verlaten. Het huis werd geconfisqueerd door de Duitsers, beschadigd door de geallieerde bombardementen op de omgeving van Florence en gedeeltelijk geplunderd. Toen het gezin terugkeerde naar de villa bleken de tuinen rondom omgeven door landmijnen. Bruno Bramanti verloor hierdoor een been.

## Directoraat
Na het overlijden van haar beide ouders en, enkele jaren later, haar man bleef Fernanda Bramanti woonachtig in de villa in San Domenico (de kleurrijke omgeving werd beschreven door Idanna Pucci, die er als kind te gast was). In 1958 werd ze medewerker van Jan Emmens aan het Nederlands Interuniversitair Kunsthistorisch Instituut te Florence. In 1964 werd ze benoemd tot directeur, als opvolger van kunsthistoricus Hans van Helsdingen. Dit maakte haar een van de eerste vrouwelijke directeuren van een Nederlands wetenschappelijk instituut. 
Onder meer had ze te kampen met de overstroming van Florence in 1966 en met de omstreden Michelangelo-toeschrijvingen van Margrit Lisner. Via Luisa Vertova legde ze contact met Villa I Tatti en de kunsthistorici van Harvard. In 1966 werd het terrein van het instituut verdubbeld en een nieuwe bibliotheekruimte toegevoegd. Ook organiseerde ze verschillende tentoonstellingen in het instituut, in samenwerking met Nederlandse en internationale musea (onder meer in 1969: Sienese schilderijen in Holland, 1300-1500 en in 1974:  Florentijnse schilderijen uit Nederlandse collecties, 1300-1500, samen met Henk van Os).
Ze behield het directoraat tot 1975, toen ze op 66-jarige leeftijd pensioneerde. Bij haar afscheid werd een tentoonstelling van de kunstwerken van haar man georganiseerd. De bekende schilder Giovanni Colacicchi verzorgde hiervoor de inleiding. Ook werd ze onderscheiden als officier in de Orde van Oranje-Nassau.   
Ze vertaalde werk van Simon Vestdijk en verschillende Nederlandse kunsthistorici naar het Italiaans, onder anderen Jan Emmens, haar voorganger als directeur in Florence.